# PASO (artiste)
 (juin 2025).
Motif : Il faudrait des sources d'envergure nationales, secondaires et centrées
- Archive Wikiwix
- Bing
- Cairn
- DuckDuckGo
- E. Universalis
- Gallica
- Google
- G. Books
- G. News
- G. Scholar
- Persée
- Qwant
- (zh) Baidu
- (ru) Yandex

| 1. | Préciser le motif de la pose du bandeau. | Précisez le motif de la pose du bandeau en utilisant la syntaxe suivante : {{admissibilité à vérifier\|date=juin 2025\|motif=remplacez ce texte par le motif}}                      |
| 2. | Informer les utilisateurs concernés.     | Pensez à avertir le créateur de l'article, par exemple, en insérant le code ci-dessous sur sa page de discussion : {{subst:avertissement admissibilité à vérifier\|PASO (artiste)}} |

Paul-Albert Klein, de son pseudonyme PASO, est un artiste peintre et sculpteur français. Il est né à Drusenheim le 26 mai 1935. Il bénéficie, depuis 2013, d'un musée à son nom dans sa commune de naissance, au sein du Pôle Culturel. 

### Biographie
- François Walgenwitz, « PASO (Paul-Albert Klein). Une figuration inédite de l'Homme », sur Alsace Collections (consulté le 11 juin 2025)
- David Levêque, « PASO - La peinture dans les veines », sur Pokaa, 23 juin 2024
- Yolande Baldeweck, « Paso, le peintre de l’énergie », sur L'Alsace, 25 mai 2015
- « Biographie, PASO et la peinture », octobre 2021
- « L'œuvre de PASO dans le rétro » , 3 octobre 2013

### Expositions
- (de) « PASO - Malerei · Neue Zyklen », 2023